# 21 de setembre
El 21 de setembre és el dos-cents seixanta-quatrè dia de l'any del calendari gregorià i el dos-cents seixanta-cinquè en els anys de traspàs. Queden 101 dies per finalitzar l'any.

## Esdeveniments
Països Catalans
- 1354, Sardenya: Pere III el Cerimoniós inicia una altra expedició contra l'illa.
- 1924, Barcelona: Es crea la Secció de rugbi del Futbol Club Barcelona.
- 1938: El president de la República, Doctor Negrín anuncia la retirada de les Brigades Internacionals a la Societat de Nacions, que condemna el cop militar, però no atén les peticions d'ajuda.
- 1990: Barcelona: S'inaugura el poliesportiu Palau Sant Jordi, obra de l'arquitecte japonès Arata Isozaki.[1]
- 1995: Àrea Metropolitana de Barcelona: cau un fort i inesperat xàfec, dit "la Tempesta del Segle", deixant una víctima mortal a la capital.[2]
- 2003, Barcelona: Els Castellers de Barcelona descarreguen per primer cop en la seva història el 5 de 8.
- 2004, el Ripollès: s'hi produeix un terratrèmol de magnitud 4,2 en l'escala de Richter amb l'epicentre a 8 km al sud-est de Ripoll.

Resta del món
- 1776, Nova York (EUA): Es provoca el Gran Incendi de Nova York en el context de la Guerra d'Independència dels Estats Units.
- 1779, Baton Rouge (Louisiana):  Batalla de Baton Rouge, important victòria espanyola a de 1779 durant la Revolució americana.
- 1981, Belmopan, (Belize) la colònia britànica, coneguda com a Hondures Britànica va assolir la independència.[3]
- 1983, Saint Kitts i Nevis: s'independitza del Regne Unit.
- 1993, Moscou, Rússia: el president Borís Ieltsin provoca una crisi constitucional quan intenta suspendre el Parlament sense tenir-ne el poder constitucional.[4]
- 2004, Nova York: prèviament a la 59a assemblea general de les Nacions Unides, s'hi reuneixen una cinquantena de caps d'estat i de govern encapçalats per l'anomenat 'quintet contra la fam' (Lula da Silva, José Luis Rodríguez Zapatero, Jacques Chirac, Ricardo Lagos i Kofi Annan) per crear un Fons Mundial de Lluita contra la Fam.
- 2009, Bhutan: Un terratrèmol hi deixa 12 morts i 15 ferits.

## Naixements
Països Catalans
- 1859 - Vilanova i la Geltrú, Província de Barcelona: Francesc Macià, militar, fundador d'Esquerra Republicana de Catalunya i primer president de la Generalitat republicana (m. 1933).
- 1871 - Barcelona: Josefina Huguet i Salat, soprano (m. 1950).[5]
- 1876 - Barcelona: Juli González i Pellicer, pintor i escultor català (m. 1942).
- 1895 - Barcelona: Palmira Jaquetti i Isant, poetessa, folklorista, compositora i traductora catalana (m. 1963).[6]
- 1914 - Barcelona: Roser Rahola d'Espona, editora catalana, presidenta i fundadora de l'editorial Vicens Vives (m. 2020).[7]
- 1919 - Sabadell, el Vallès: Teresa Rebull, cantautora i activista política catalana (m. 2015).[8]
- 1926 - Les Borges Blanques: Joan Botam i Casals, sacerdot i caputxí, pare de l'ecumenisme a Catalunya (m. 2023).
- 1936 - Igualada, Anoia: Teresa Gimpera, model i actriu catalana abanderada del moviment de la Gauche Divine (m. 2024).[9][10]
- 1937 - Barcelona: Amparo Baró, actriu catalana de teatre, cinema i televisió.[11] (m. 2015).
- 1941 - Barcelona: Núria Feliu, cantant i actriu catalana (m. 2022).[12]
- 1957 - Buenos Aires: Mercè Arànega, actriu catalana de teatre, televisió i cinema.[13]
- 1962 - Barcelona: Carles Sabater, cantant de Sau i actor (m. 1999).
- 1988 - Sabadell: Olga Domènech Morales, jugadora de waterpolo catalana.[14]

Resta del món
- 1428 - Pequín, Xina: Zhu Qiyu, setè emperador de la Dinastia Ming amb el nom de Jingtai (m. 1457).[15]
- 1552 - Ravenna: Barbara Longhi, pintora italiana de retrats i de la temàtica Verge amb Nen (m. 1638).[16]
- 1853 - Groningen, Països Baixos: Heike Kamerlingh Onnes, físic neerlandès, Premi Nobel de Física de l'any 1913
- 1858 - Sevilla: Ángeles López de Ayala, activista política espanyola, la principal intel·lectual feminista de finals del segle xix (m. 1926).[17]
- 1864 - Bucarest: Elena Văcărescu, escriptora romanesa-francesa, veritable propagadora de la cultura romanesa al món (m. 1947).[18]
- 1866
  - Londres: H. G. Wells, escriptor anglès molt conegut per les seves novel·les de ciència-ficció
  - Rouen, França: Charles Nicolle, metge i microbiòleg francès, Premi Nobel de Medicina o Fisiologia de 1928
- 1874 - Cheltenham, Regne Unit: Gustav Holst, compositor anglès, (m. 1934).[19]
- 1878 - Bremen: Clara Westhoff, escultora alemanya i dona del poeta Rilke (m.1954).[20]
- 1902 - Sevilla: Luis Cernuda, poeta i crític literari espanyol
- 1919 - Florida Oeste, Provincia de Buenos Aires (Argentina): Mario Augusto Bunge, filòsof i epistemòleg.
- 1926 - Cleveland (Ohio), EUA: Donald Arthur Glaser, físic nord-americà, Premi Nobel de Física de 1960
- 1931 - Fort Worth, EUA: Larry Hagman, actor nord-americà
- 1934
  - Mont-real, Quebec: Leonard Cohen, cantant melòdic canadenc (m. 2016).[21]
  - Bearsden, East Dunbartonshire, Escòcia: David J. Thouless, físic escocès, Premi Nobel de Física de 2016.
- 1947 - Portland, Maine, (EUA): Stephen King, escriptor estatunidenc[22]
- 1949 - Cerro Largo, Brasil: Odilo Scherer, cardenal i Arquebisbe de São Paulo.
- 1950 - Wilmette, Illinois, Estats Units: Bill Murray, actor còmic estatunidenc.
- 1954 - Nagato (Japó): Shinzō Abe 安倍 晋三, polític japonès, va ser president del Partit Liberal Democràtic (PLD) i Primer ministre del Japó des del desembre de 2012 fins al setembre de 2020.[23]
- 1955 - Legazpi, País Basc: Iñaki de Juana Chaos, militant d'ETA, activista independentista basc.
- 1956 - Valladolid: Mercedes Rueda Sabater, arqueòloga i conservadora, numismàtica (m. 1995).[24]
- 1957 - Minneapolis, Minnesota, EUA: Ethan Coen, director i guionista estatunidenc.
- 1957 - Nambour, Austràlia: Kevin Rudd, polític australià, membre del Partit Laborista australià (ALP) i antic Primer ministre d'Austràlia.
- 1962 - Chongqing (Xina): Hong Ying (en xinès: 虹影), poeta i escriptora xinesa.[25]
- 1967 - Ridgeland, Mississipi (EUA): Audrey Faith McGraw (nascuda Perry), més coneguda com a Faith Hill, cantant i productora discogràfica estatunidenca.[26]
- 1971 - Dallas, Texas, Estats Units: Luke Wilson, actor, director i guionista estatunidenc.
- 1979 - Glasgow, Escòcia: Keith Lasley, migcampista actiu a la Lliga Escocesa.
- 1987 - Orleans: Quentin de Parseval, defensa de futbol francès.
- 1990 - Pasadena: Christian Serratos, actriu i model nord-americana.

## Necrològiques
Països Catalans
- 1542 - Perpinyà: Joan Boscà i Almogàver, poeta i traductor català, sobretot en llengua castellana, del Renaixement.
- 2018 - Bornheim, Alemanya: José Luis de Delás Franco, director d'orquestra i compositor.

Resta del món
- 19 aC - Bríndisi: Virgili, poeta romà (n. 70 aC).
- 687 - Roma, Exarcat de Ravenna): Conó I, papa de Roma.
- 1860 - Frankfurt del Main: Arthur Schopenhauer, filòsof alemany.
- 1895 - Djursholm: Viktor Rydberg, escriptor suec i membre de l'Acadèmia Sueca, 1877-1895).
- 1919 - Roma: Giuseppe Dalla Vedova, geògraf italià.
- 1935 - Saint-Maür- des-Fossés, Parísː Luisa Spagnoli, empresària italiana (n.1877).[27]
- 1971 - Buenos Aires, Argentina: Bernardo Alberto Houssay, farmacèutic i metge argentí, Premi Nobel de Medicina o Fisiologia de 1947 (n. 1887).
- 1974 - Oxnard, Califòrnia, Estats Units: Walter Brennan, actor estatunidenc.
- 1983 - Madrid: Xavier Zubiri, filòsof basc (n. 1898).

- 1998 - Califòrnia: Florence Griffith-Joyner, atleta nord-americana especialista en proves de velocitat (n. 1959).[28]
- 2015 - Omsk, Rússia: Ivan Dvorni, jugador de bàsquet
- 2017 - Neuilly-sur-Seine, França: Liliane Henriette Charlotte Schueller, vídua de Bettencourt, hereva de l'imperi cosmètic L'Oréal,.

## Festes i commemoracions
- Onomàstica: sant Jonàs, profeta; Dèbora, jutgessa; Mateu apòstol; Càstor d'Apt, bisbe.
- Dia Internacional de la Pau
- Dia Internacional de l'Alzheimer
- Festes en honor de Sant Mateu en Montsó (Osca)